# Санти (индейская резервация)
Санти (англ. Santee Sioux Reservation) — индейская резервация народа санти-сиу, расположенная на северо-востоке штата Небраска, США.

## История
С началом второй половины XIX века санти-сиу заключили договор с правительством США и были вынуждены продать большую часть своих земель. К 1857 году они  проживали в резервации на реке Миннесота. Из-за скудного урожая, не имея возможности охотиться, индейцы голодали. Власти США перестали выплачивать им денежную компенсацию за их земли и они не могли приобрести продовольствие у белых торговцев. Возмущённые и голодные индейцы в 1862 году подняли восстание. После подавления восстания, часть санти правительство США депортировало к берегам Миссури в район реки Кроу-Крик, где для них была основана резервация. Не только повстанцы, но и санти агентства Аппер-Су и виннебаго, не участвовавшие в восстании, были изгнаны из Миннесоты, а их резервации ликвидированы.
Многие мдевакантоны и вахпекуте в 1866 году покинули Кроу-Крик из-за плохих условий проживания и ушли вниз по Миссури к устью реки Бэзил-Крик. В мае того же года 247 санти-сиу, первоначально интернированных в Давенпорте, штат Айова, были отправлены в Небраску, во вновь образованную резервацию Санти.
В 1867 году миссионер Сэмюэл Даттон Хинман построил первую церковь в резервации, здание также служило школой для индейцев. Позднее, 250 санти-сиу приняли христианство. В 1869 году 25 семей отказались от своей племенной принадлежности и стали гражданами США, получив землю на реке Биг-Сиу в Южной Дакоте. Ныне это индейская резервация Фландру.
В октябре 1869 года в Санти была создана собственная полиция, а в августе 1871 года появилась собственная газета Lapi Oaye. 22 января 1878 года впервые были проведены выборы в совет резервации, а летом 1884 года был образован собственный суд. После принятия Конгрессом Акта Дауэса полиция и суд были упразднены в 1891 году. 2 Февраля 1887 года использование языка дакота было запрещено в школе Санти.

## География
Резервация расположена на территории Великих равнин на Среднем Западе США, вдоль южного берега реки Миссури, на северо-востоке Небраски в округе Нокс, охватывая около 16,2 % его территории.
Общая площадь резервации составляет 477,879 км², из них 447,828 км² приходится на сушу и 30,051 км² — на воду. Самому племени санти принадлежит 41,27 км² территории резервации. Административным центром резервации является деревня Найобрэра.

## Демография
По данным федеральной переписи населения 2000 года, в резервации проживало 878 человек, из которых 64,1 % составляли санти-сиу и 33,7 % — белые американцы. Уровень безработицы составлял около 73 %.
Согласно федеральной переписи населения 2020 года в резервации проживало 974 человека, насчитывалось 333 домашних хозяйств и 366 жилых домов. Средний доход на одно домашнее хозяйство в индейской резервации составлял 48 594 долларов США. Около 26,9 % всего населения находились за чертой бедности, в том числе 31,1 % тех, кому ещё не исполнилось 18 лет, и 11,2 % старше 65 лет.
Расовый состав распределился следующим образом: белые — 176 чел., афроамериканцы — 0 чел., коренные американцы (индейцы США) — 748 чел., азиаты — 4 чел., океанийцы — 1 чел., представители других рас — 0 чел., представители двух или более рас — 45 человек; испаноязычные или латиноамериканцы любой расы составили 17 человек. Плотность населения составляла 2,04 чел./км². Основным населённым пунктом является деревня Санти, расположенная на реке Миссури в северной части резервации. 

## Комментарии
1. ↑  Сам населённый пункт не входит в состав резервации, а является лишь штаб-квартирой племени.